# Fudbalski savez Srbije
Fudbalski savez Srbije (FSS) är ett förbund som organiserar fotboll- och futsal i Serbien. Organisationen styr Serbiens landslag i fotboll och nationella fotbollstävlingar. Förbundet har sitt huvudkontor i Serbien huvudstad Belgrad. Förbundet bildades 1919, gick med i Fifa 1921 och Uefa 1954.